# Jules Léon Dutreuil de Rhins

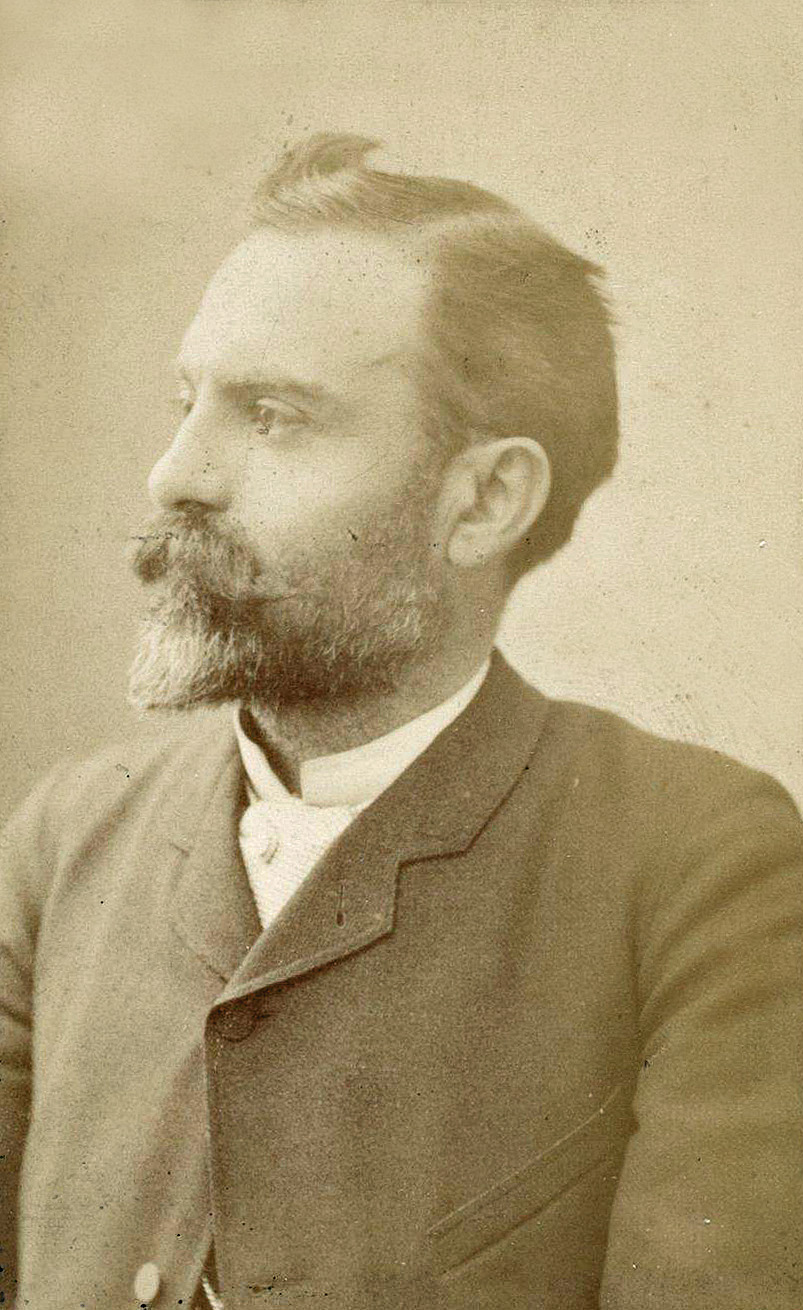
Jules Léon Dutreuil de Rhins

Jules Léon Dutreuil de Rhins (* 2. Januar 1846 in Saint-Étienne, Département Loire; † 5. Juni 1894 in Tibet) war ein französischer Geograph und Forscher. 

## Leben
Jules Rhins war Seekadett einer Expedition nach Mexiko und Fähnrich während des Deutsch-Französischen Krieges. Von 1871 bis 1876 war er Kapitän eines ausländischen  Schiffes und kommandierte 1876 und 1888 die Scorpion von König Annams Marine. 1882 arbeitete er als ägyptischer Korrespondent der Zeitung Le Temps und von 1891 bis 1894 erkundete er das chinesische Turkestan (Ost-Turkestan) sowie die schwer zugänglichen Gebiete Nord- und West-Tibets. 1894 wurde er in einer kleinen Stadt in Osttibet ermordet.

## Werke (Auswahl)
- Le royaume d'Annam (1879)
- Carte de l'Indo-Chine orientale (1881)
- Levé du cours de l'Ogooné (1888)
- L'Asia centrale (1889)
- Mission scientifique dans la Haute-Asie (wurde posthum von seinem Assistenten Fernand Grenard von 1897 bis 1899 in drei Auflagen publiziert)

| Personendaten    | Personendaten                                      |
| ---------------- | -------------------------------------------------- |
| NAME             | Dutreuil de Rhins, Jules Léon                      |
| KURZBESCHREIBUNG | französischer Schriftsteller, Seefahrer, Entdecker |
| GEBURTSDATUM     | 2. Januar 1846                                     |
| GEBURTSORT       | Saint-Étienne                                      |
| STERBEDATUM      | 5. Juni 1894                                       |
| STERBEORT        | Osttibet                                           |